# Salón de la Fama de las mujeres de Arizona
El Salón de la Fama de las mujeres de Arizona reconoce a las mujeres nativas o residentes del estado de Arizona en los Estados Unidos por sus éxitos significativos o contribuciones estatales. En 1979, la oficina del gobernador Bruce Babbitt trabajó con la Comisión de Mujeres de Arizona para crear el Salón de la Fama. Las primeras miembros fueron escogidas en octubre de 1981. Durante su primera década, el Salón de la Fama fue supervisado por la Sociedad Histórica de Arizona y el Departamento de Biblioteca, Archivos y Registros Públicos de Arizona. Un comité directivo seleccionaba cada año un número variable de mujeres para ser incluidas. La inclusión en 1991 de la creadora de Planned Parenthood («Planificación familiar»), Margaret Sanger resultó con la desaprobación de algunos en la Legislatura de Arizona, y los fondos se agotaron. Con la única excepción de María Urquides en 1994, no hubo ninguna otra miembro del Salón de la Fama galardonada durante más de una década. Las nominaciones finalmente se reanudaron en 2002, y desde ese año el Salón de la Fama se han reclutado nuevos homenajeadas cada dos años.
El patrocinio actual del Salón de la Fama de las Mujeres de Arizona es proporcionado por el Departamento de Biblioteca, Archivos y Registros Públicos de Arizona, la Sociedad Histórica de Arizona, el Consejo de Humanidades de Arizona, la División de Mujeres del Gobernador y el Museo Sharlot Hall. El Salón de la Fama tiene una exposición permanente en el Carnegie Center en Phoenix, Arizona.

## Galardonadas
| Nombre                                    | Imagen | Nacimiento–Muerte | Año  | Área de éxitos | Ref(s)            |
| ----------------------------------------- | ------ | ----------------- | ---- | --- | ----------------- |
| Betty Accomazzo                           |        | (1926–1989)       | 2008 | Autora, editora, 1983 Inductee National Cowgirl Museum y Salón de la fama | [ 2 ] [ 3 ] [ 4 ] |
| Mary Bernard Aguirre                      |        | (1844–1906)       | 1983 | Educadora | [ 5 ]             |
| Katharine Bartlett                        |        | (1907–2001)       | 2008 | Antropóloga asociado con el Museo del Norte de ArizonA | [ 6 ]             |
| Helene Thomas Bennett                     |        | (1901–1988)       | 2010 | Primera mujer elegida miembro de la Junta Escolar de Yuma, miembro fundadora de la Asociación de Salud Pública de Arizona | [ 7 ]             |
| Rachel Emma Allen Berry                   |        | (1859–1948)       | 1984 | Cámara de Representantes de Arizona, primera mujer en los Estados Unidos elegida para una legislatura estatal | [ 8 ]             |
| Jessie Gray Bevan                         |        | (1872–1963)       | 2006 | Cámara de Representantes de Arizona | [ 9 ]             |
| Guess Eleanor Birchett                    |        | (1881–1979)       | 1989 | La Birdlady de Tempe | [ 10 ]            |
| Alice M. Birdsall                         |        | (1880–1958)       | 2010 | La segunda abogada de Arizona | [ 11 ]            |
| C. Louise Boehringer                      |        | (1878–1956)       | 2008 | Primera mujer Superintendente de Escuelas, Condado de Yuma | [ 12 ] [ 13 ]     |
| Clara Osborne Botzum                      |        | (1894–1986)       | 1990 | Cámara de Representantes de Arizona | [ 14 ]            |
| Eulalia "Sister" Bourne                   |        | (1897–1984)       | 1987 | Autora, educadora, ranchera | [ 15 ] [ 16 ]     |
| Polly Hicks Brown                         |        | (1883–1966)       | 1989 | Ranchera, propietaria de un negocio, se convirtió en reina del rodeo a los 83 años | [ 17 ]            |
| Pauline Bates Brown                       |        | (1901–1963)       | 2010 | Periodista | [ 18 ] [ 19 ]     |
| Marietta Bryant                           |        | (1911–2003)       | 2015 | Profesora afroamericana que presentó una demanda contra el distrito escolar que cerró su escuela | [ 20 ]            |
| Nellie T. Bush                            |        | (1888–1963)       | 1982 | Piloto de barco, jueza de paz, Cámara de Representantes de Arizona, Senado de Arizona | [ 21 ]            |
| Nellie Cashman                            |        | (1845–1925)       | 1984 | Restauradora, abogada contra la violencia y contra ahorcamientos públicos, cuidadora de huérfanos | [ 22 ]            |
| Grace Chapella                            |        | (1874–1980)       | 1988 | Alfarera Hopi | [ 23 ]            |
| Jean Chaudhuri                            |        | (1937–1997)       | 2013 | Activista de Muscogee-Creek, autora y narradora | [ 24 ]            |
| Sister Kathleen Clark                     |        | (1919–2003)       | 2008 | Monja católica que estableció la Casa de los Niños, una guardería para infantes y niños pequeños | [ 25 ]            |
| Jean Maddock Clark                        |        | (1909–1991)       | 2010 | Educadora, líder scout, entre las primeras mujeres en Arizona en recibir el Águila Dorada de las Girl Scouts de los Estados Unidos | [ 26 ]            |
| Vernell Coleman                           |        | (1918–1990)       | 1990 | Activista comunitariat | [ 27 ]            |
| Rose E. Collom                            |        | (1870–1956)       | 2013 | Botánica y autoridad en las plantas nativas de Arizona; Mentzelia collomiae fue nombrada así por ella | [ 28 ]            |
| Mary Elizabeth Jane Colter                |        | (1869–1956)       | 1986 | Arquitecta que diseñó estructuras múltiples para el parque nacional del Gran Cañón | [ 29 ]            |
| Mary-Russell Ferrell Colton               |        | (1889–1971)       | 1981 | Cofundadora del Museo del Norte de Arizona | [ 30 ]            |
| Cordelia Adams Crawford                   |        | (1865–1943)       | 1981 | Primera colonizadora conocida por sus habilidades de curación, desarrolló la confianza y la amistad con los apaches | [ 31 ]            |
| Helen Congdon D'Autremont                 |        | (1889–1966)       | 1986 | Fundadora capítulo de la Liga de Mujeres Votantes; Fideicomisaria fundadora de Prescott College, cofundadora Tucson Medical Center, cofundadora Arizona-Sonora Desert Museum                                                                                       | [ 32 ]            |
| Rebecca Dallis                            |        | (1896-1971)       | 2017 | Educadora | [ 33 ]            |
| Margaret Bell Douglas                     |        | (1880–1963)       | 1991 | Botánica, horticultora | [ 34 ]            |
| Sister Clare Dunn                         |        | (1934-1981)       | 2017 | Primera monja estadounidense en cargos públicos, la única en ejercer en la Legislatura estatal de Arizona (1974-1981). | [ 33 ]            |
| Eulalia Elias                             |        | (1788–1865)       | 1982 | Ranchera | [ 35 ]            |
| Jessie Benton Evans                       |        | (1866–1954)       | 1989 | Artista | [ 36 ]            |
| Mary "Mollie" E. Fly                      |        | (1847–1925)       | 1989 | Fotógrafa | [ 37 ]            |
| Lorraine W. Frank                         |        | (1923–2005)       | 2015 | Fundadora y primera Directora Ejecutiva del Arizona Humanities Council | [ 38 ]            |
| Ana Frohmiller                            |        | (1891–1971)       | 1982 | Política | [ 39 ]            |
| Josephine W. Goldwater                    |        | (1875–1966)       | 1988 | Primera campeona de golf de Arizona | [ 40 ]            |
| Minnie K. Guenther                        |        | (1890–1982)       | 1986 | Misionera en la tribu Apache de White Mountain | [ 41 ]            |
| Sharlot Hall                              |        | (1870–1943)       | 1981 | Periodista, poetisa, historiadora y homónima del Museo Sharlot Hall | [ 42 ] [ 43 ]     |
| Lucretia Breazeale Hamilton               |        | (1908–1986)       | 2006 | Botánica, ilustradora | [ 44 ]            |
| Angela Hutchinson Hammer                  |        | (1870–1955)       | 1983 | Editora de periódicos | [ 45 ] [ 46 ]     |
| Margaret Taylor Hance                     |        | (1923–1990)       | 1991 | Primera alcaldesa de Phoenix | [ 47 ]            |
| Sallie Davis Hayden                       |        | (1842–1907)       | 1984 | Ranchera | [ 48 ]            |
| Maie Bartlett Heard                       |        | (1868–1951)       | 1982 | Cofundadora del Heard Museum | [ 49 ]            |
| Laura E. Herron                           |        | (1892–1966)       | 1983 | Educadora, educación física | [ 50 ]            |
| Hallie Bost Wright Hopkins                |        | (1885–1978)       | 1988 | Agricultora | [ 51 ]            |
| Josephine Brawley Hughes                  |        | (1839–1926)       | 1990 | Primera colonizadora | [ 52 ]            |
| Viola Jimulla                             |        | (1878–1966)       | 1986 | Primera jefa de la tribu Yavapai | [ 53 ]            |
| Ann-Eve Mansfeld Johnson                  |        | (1908–1981)       | 1987 | Conservacionista histórica, defensora de los niños | [ 54 ]            |
| Veora Johnson                             |        | (1910–2001)       | 2004 | Educadora | [ 55 ]            |
| Abbie W. Keith                            |        | (1888–1984)       | 1987 | Asociación de Productores de Ganado de Arizona | [ 56 ]            |
| Louise Lincoln Kerr                       |        | (1892–1977)       | 2004 | Músico | [ 57 ]            |
| Isabella Greenway King                    |        | (1886–1953)       | 1981 | Primera congresista estadounidense de Arizona | [ 58 ]            |
| Edith Stratton Kitt                       |        | (1878–1968)       | 1983 | Historiadora | [ 59 ]            |
| Jessie Harper Linde                       |        | (1887–1965)       | 1987 | Mecenas de las artes, cofundadora de la Asociación Estadounidense de Directores de Conciertos y la Asociación de Conciertos Comunitarios de Salt River Valley | [ 60 ]            |
| Anne E. Lindeman                          |        | (1932–2001)       | 2010 | Cámara de Representantes de Arizona, Senado de Arizona | [ 61 ]            |
| Hattie Greene Lockett                     |        | (1880–1962)       | 1987 | Autora, ranchera | [ 62 ]            |
| Lorna Lockwood                            |        | (1903–1977)       | 1981 | Presidenta del Tribunal Supremo de Arizona; primera mujer, presidenta del Tribunal Supremo en la historia de los Estados Unidos | [ 63 ]            |
| Louise Foucar Marshall                    |        | (1864–1956)       | 2015 | Primera profesora en Arizona | [ 64 ]            |
| Helen K. Mason                            |        | (1912–2003)       | 2015 | Fundadora y Directora Ejecutivade Black Theater Troupe | [ 65 ]            |
| Ethel Maynard                             |        | (1905–1980)       | 2006 | Primera mujer afroamericana elegida para la legislatura estatal de Arizona | [ 66 ]            |
| Gladys McGarey                            |        |                   | 2017 | Cofundadora de la American Holistic Medical Association (AHMA) | [ 33 ]            |
| Patricia Ann McGee                        |        | (1926–1994)       | 2006 | Presidenta, tribu india Yavapai-Prescott | [ 67 ]            |
| Winona E. Montgomery                      |        | (1898–1990)       | 2004 | Educadora | [ 68 ]            |
| Daisy Moore                               |        | (1908–1985)       | 2015 | Profesora afroamericana que presentó una demanda contra el distrito escolar que cerró su escuela | [ 69 ]            |
| Frances Lillian Willard Munds             |        | (1866–1948)       | 1982 | Movimiento de sufragio femenino, miembro del Senado de Arizona | [ 70 ]            |
| Nampeyo                                   |        | (1860–1942)       | 1986 | Alfarera del pueblo Hopi | [ 71 ]            |
| Ann Cornwall Neal                         |        | (1888–1972)       | 1983 | Activista comunitario | [ 72 ]            |
| Elizabeth S. Oldaker                      |        | (1884–1975)       | 1989 | Preservacionista histórica | [ 73 ]            |
| Minna Vrang Orme                          |        | (1892–1970)       | 1989 | Fundadora de la Escuela Orme | [ 74 ]            |
| Sister Clara Otero                        |        | (1850–1905)       | 1988 | Educadora, monja católica | [ 75 ]            |
| Mary Elizabeth Post                       |        | (1841–1934)       | 2002 | Educadora | [ 76 ]            |
| Dorothy Elaine Powell                     |        | (1921–2003)       | 2013 | Activista comunitaria y social, defensora de los ancianos | [ 77 ]            |
| Polingaysi Qöyawayma (Elizabeth Q. White) |        | (1892–1990)       | 1991 | Hopi que se convirtió al cristianismo, se educó en las escuelas blancas, y volvió a enseñar en la Reserva Hopi | [ 78 ]            |
| Ida Redbird                               |        | (1892–1971)       | 1985 | Maestra alfarera del pueblo Maricopa | [ 79 ]            |
| Ruth Reinhold                             |        | (1902–1985)       | 1986 | Aviadora | [ 80 ]            |
| Thamar Richey                             |        | (1858–1937)       | 1988 | Educadora | [ 81 ]            |
| Jane H. Rider                             |        | (1889–1981)       | 1983 | Primera ingeniera cívica de Arizona | [ 82 ]            |
| Mary V. Riley                             |        | (1908–1987)       | 1988 | Primera mujer elegida para el Consejo Tribal de White Mountain Apache | [ 83 ]            |
| Polly Rosenbaum                           |        | (1899–2003)       | 2006 | Senadora estatal de largo servicio de Arizona | [ 84 ]            |
| Clara M. Schell                           |        | (1872-1955)       | 2017 | Primera optometrista en el Territorio de Arizona | [ 33 ]            |
| Louise Serpa                              |        | (1925-2012)       | 2017 | Fotógrafa de rodeo | [ 33 ]            |
| Elizabeth Shannon                         |        | (1906–1985)       | 1990 | Educadora | [ 85 ]            |
| Anna Moore Shaw                           |        | (1898–1976)       | 1981 | Autor, nacido en la reserva india del río Gila | [ 86 ] [ 87 ]     |
| Margaret Sanger Slee                      |        | (1879–1966)       | 1991 | Defensora del control de la natalidad | [ 88 ]            |
| Helen Sekaquaptewa                        |        | (1898–1990)       | 2013 | Autor Hopi y matriarca del Clan Águila | [ 89 ]            |
| Lucy Sikorsky                             |        | (1899–1972)       | 2015 | Médica | [ 90 ]            |
| Placida Garcia Smith                      |        | (1896–1981)       | 1982 | Educadora | [ 91 ]            |
| Sarah Herring Sorin                       |        | (1861–1914)       | 1985 | Primera abogada en Arizona y la primera mujer en juzgar un caso ante el Tribunal Supremo de los Estados Unidos sin la asistencia de un abogado | [ 92 ]            |
| Grace M. Sparkes                          |        | (1893–1963)       | 1985 | Conservacionista histórica, promotora de turismo, organizadora de la comunidad | [ 93 ]            |
| Jacque Yelland Steiner                    |        | (1929–2003)       | 2013 | Legisladora, fundadora de Children's Action Alliance | [ 94 ]            |
| Minnie McFarland Stevens                  |        | (1911–1986)       | 1990 | Primera mujer censora, se hizo cargo del criadero de peces de Sterling Springs durante veintisiete años | [ 95 ]            |
| Clara Lee Tanner                          |        | (1905–1997)       | 2004 | Antropóloga, autoridad en la cultura indígena del suroeste | [ 96 ] [ 97 ]     |
| Elsie Toles                               |        | (1888–1957)       | 1984 | Primera mujer superintendente de instrucción pública | [ 98 ]            |
| Maria Urquides                            |        | (1908–1994)       | 1994 | Educadora | [ 99 ]            |
| Carmen Soto Vasquez                       |        | (1861–1934)       | 1984 | Fundador de El Teatro Carmen | [ 100 ]           |
| Annie Dodge Wauneka                       |        | (1910–1997)       | 2002 | El Consejo Tribal Navajo, trabajó para erradicar la tuberculosis en la reserva, y fue galardonado con la Medalla de la Libertad por Lyndon B. Johnson el 6 de diciembre de 1963.                                                                                   | [ 101 ]           |
| Louisa Wade Wetherill                     |        | (1877–1945)       | 1985 | Autoridad en la cultura Navajo | [ 102 ]           |
| Christine Kajikawa Wilkinson              |        |                   | 2017 | Primera vicepresidenta minoritaria en la historia de la Universidad Estatal de Arizona | [ 33 ]            |
| Clarissa Winsor                           |        | (1880–1974)       | 1986 | Preservacionista histórica; Curadora del Museo de la Prisión Territorial de Yuma | [ 103 ]           |
| Clara T. Woody                            |        | (1885–1981)       | 1987 | Colectora de la historia de Arizona | [ 104 ]           |
| Ola Young                                 |        | (1869–1966)       | 1991 | Primera colonizadora en Pleasant Valley, ranchero | [ 105 ]           |
| Florence Brookhart Yount                  |        | (1909–1988)       | 1990 | Médica | [ 106 ]           |
| Julia Zozaya                              |        | (1926-2004)       | 2017 | Vicepresidenta de la Federación Nacional de Ciegos y la Liga de Ciudadanos Latinoamericanos Unidos (LULAC). Además, Julia era dueña y se hacía cargo de la primera estación de radio FM de habla hispana las 24 horas del día, los 7 días de la semana en Phoenix. | [ 33 ]            |